# Réserve naturelle de Lolair
La réserve naturelle du lac de Lolair, ou plus simplement la réserve naturelle de Lolair, est une réserve naturelle régionale créée en 1993 et située en Vallée d'Aoste, sur la commune d'Arvier.

## Historique
La réserve de Lolair a été créée le 3 juin 1993 par le décret du président de la Junte régionale n.745.
En juillet 1995, une zone spéciale de conservation couvrant une superficie de 28 ha a été instituée autour du lac, afin de valoriser cette aire en tant que site d'intérêt communautaire.

## Territoire
La réserve protège la zone humide du bassin du lac du même nom, qui est alimenté par trois sources situées sur la gauche orographique du Valgrisenche, à 1 175 mètres d'altitude.

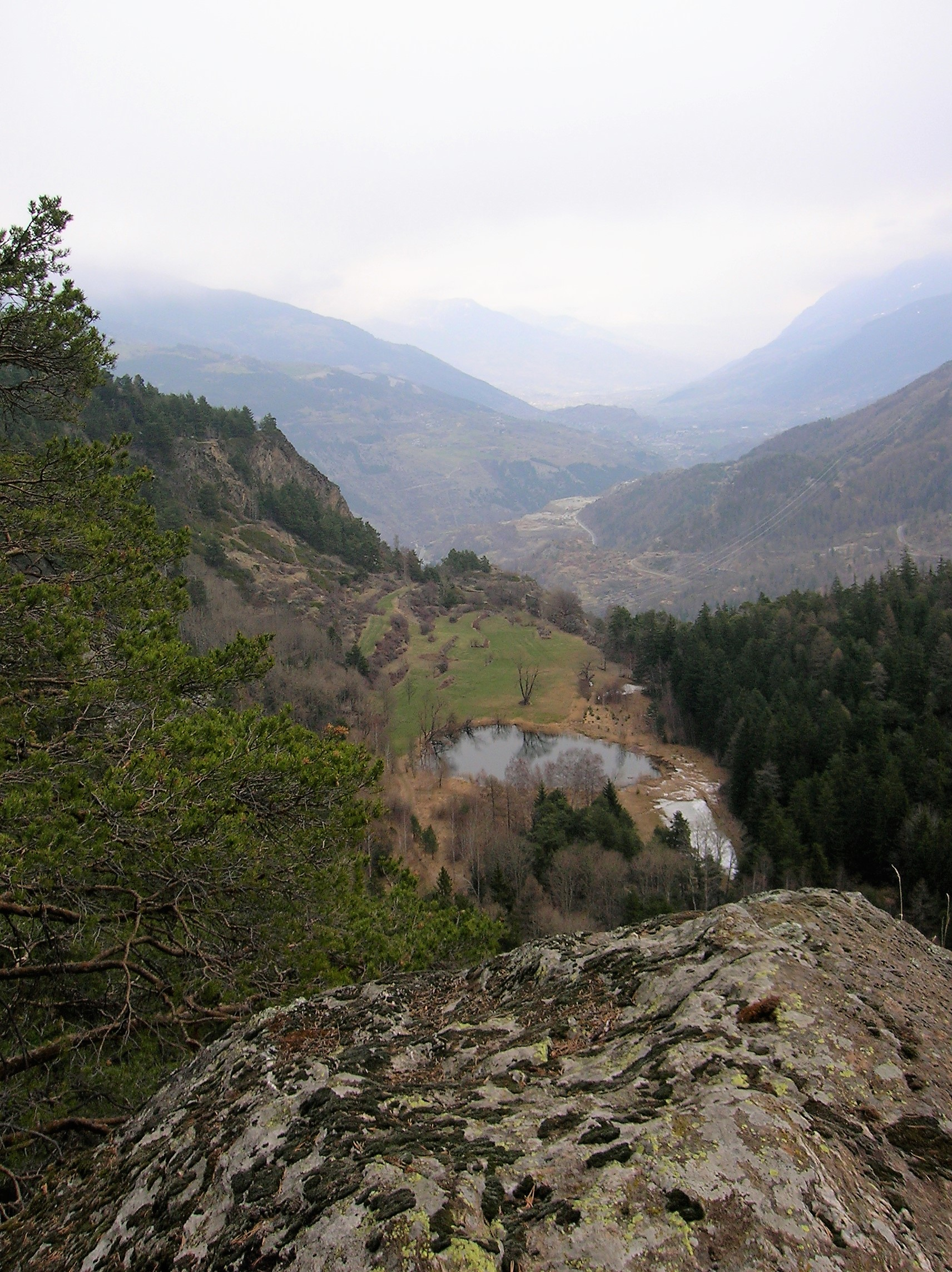
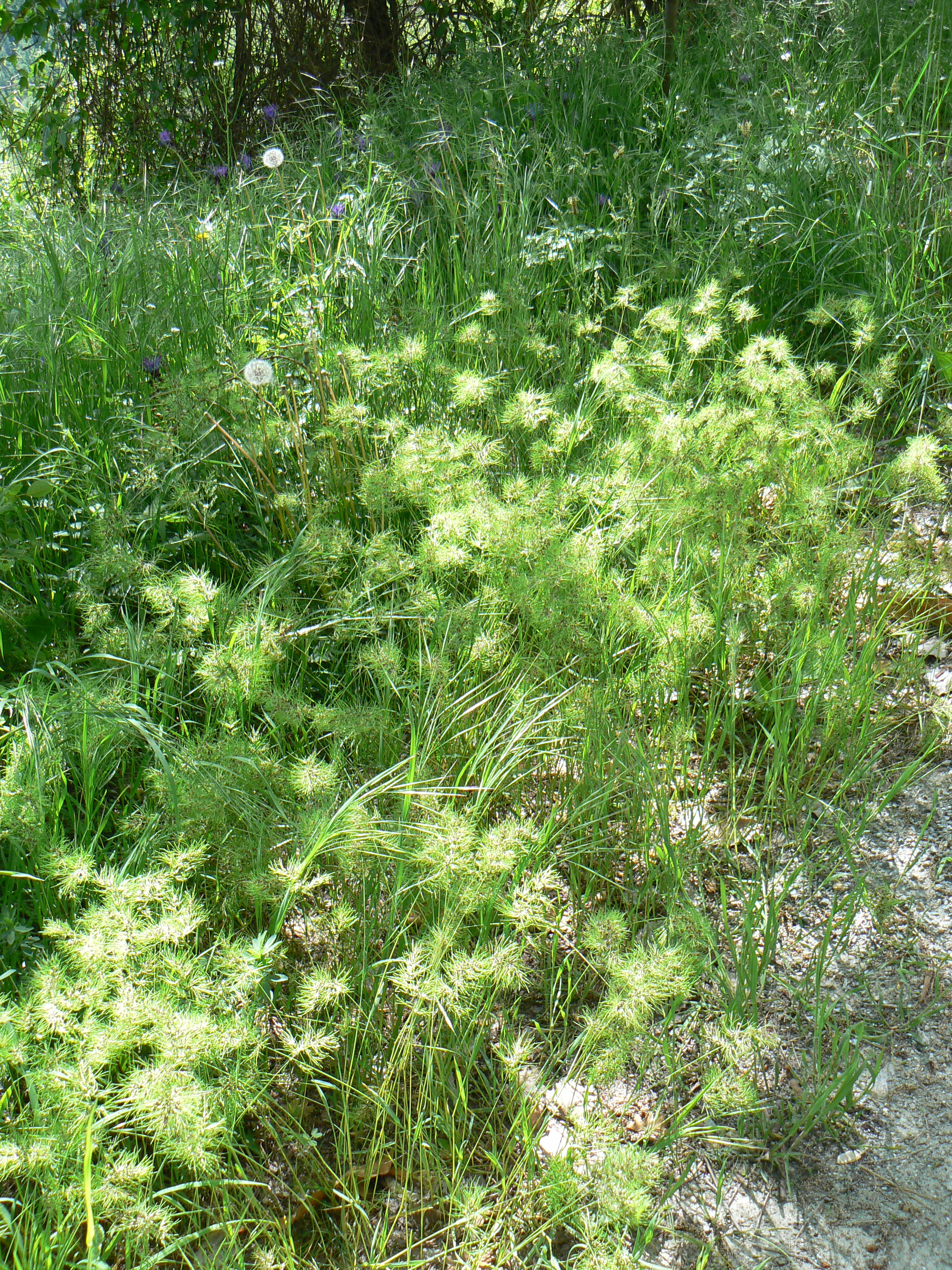
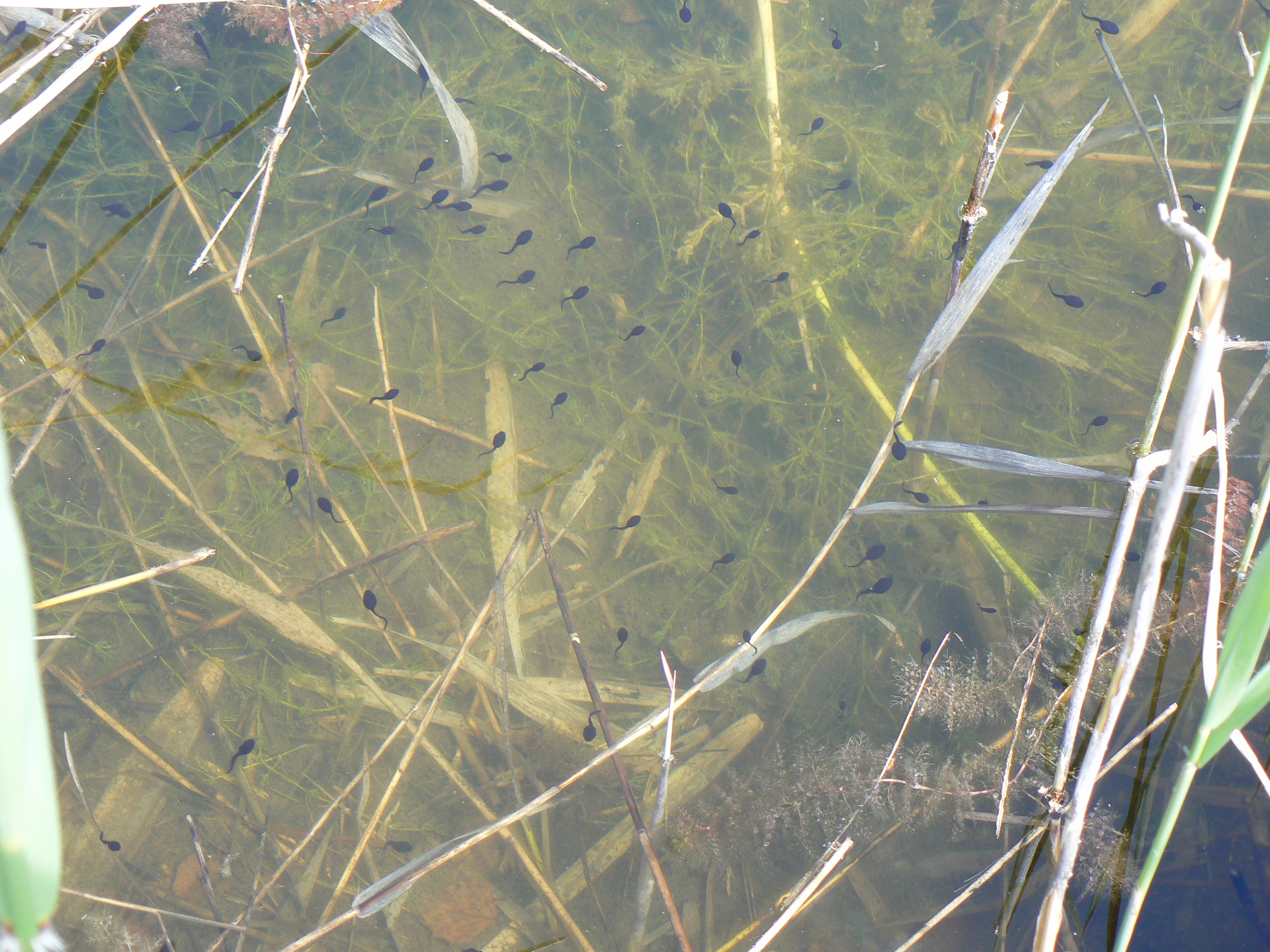
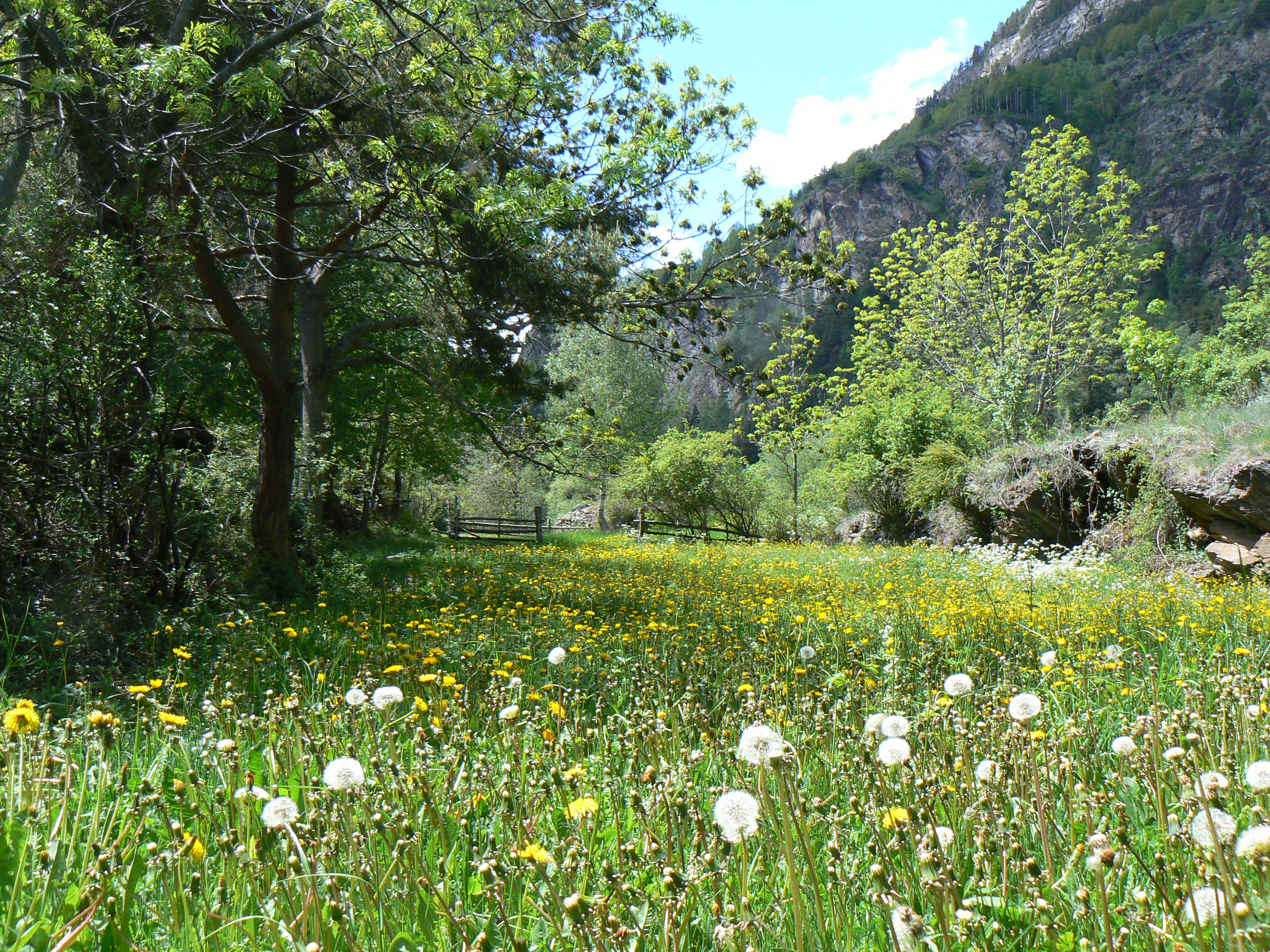
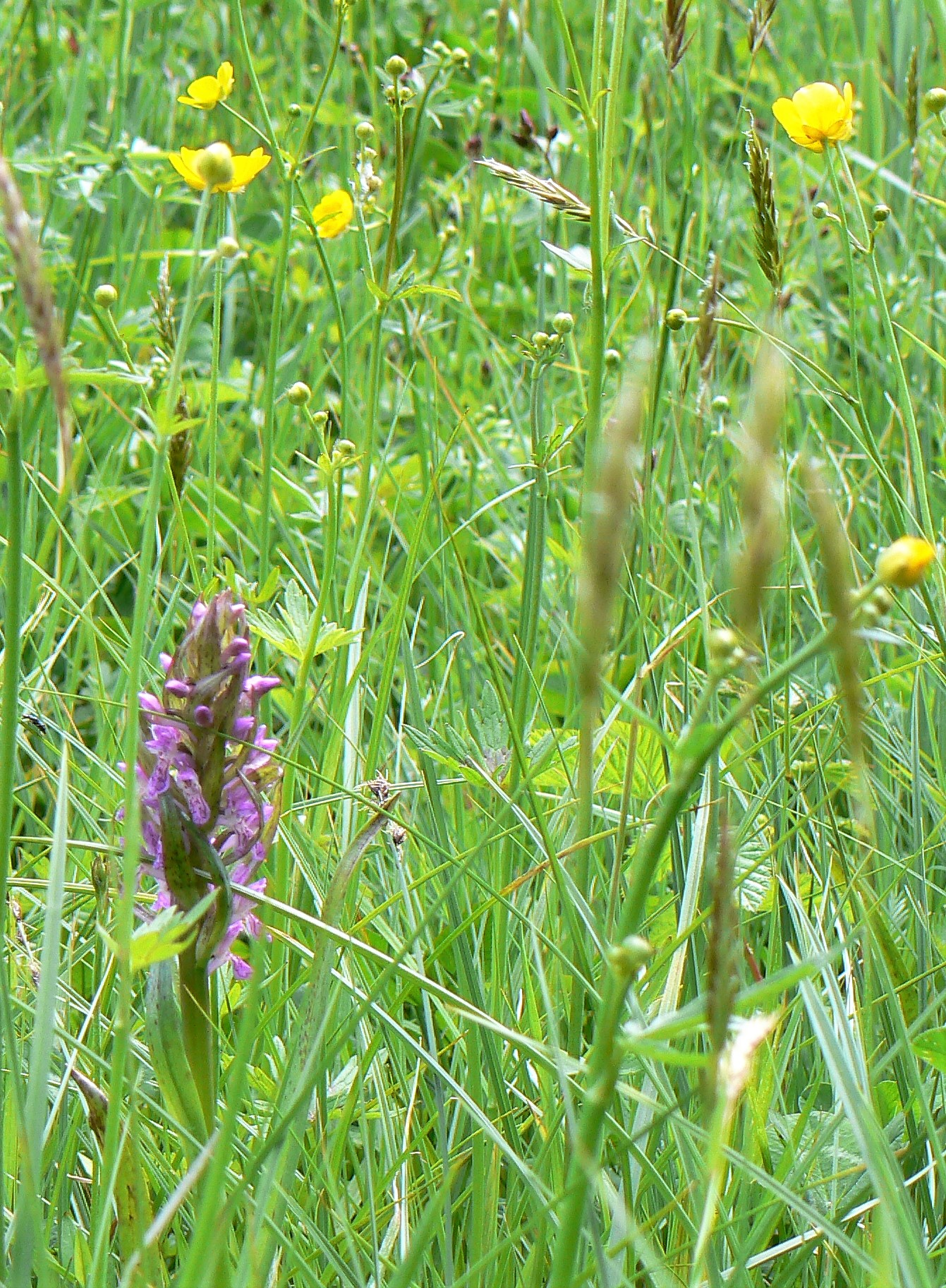